# Martin Lammers
Martin Lammers OFM, auch Martinho Lammers (* 22. Dezember 1939 in Nienborg) ist ein deutscher römisch-katholischer Ordensgeistlicher, Bischof und emeritierter Prälat der Territorialprälatur Óbidos in Brasilien.

## Leben
Nach dem Besuch der Volksschule in Nienborg wechselte er 1956 gemeinsam mit seinem Freund und Schulkameraden Josef Haring, später Bischof von Limoeiro do Norte, zum Missionsgymnasium St. Antonius der Franziskaner nach Bardel. Nach dem einjährigen Noviziat erhielten beide am 4. Juli 1962 das Missionskreuz und machten sich auf den Weg in die sogenannte Dritte Welt. Damals dauerte eine Überfahrt noch vier bis fünf Wochen. Nach dem Studium empfingen sie am 22. Juli 1967 in Salvador da Bahia durch Weihbischof Valfredo Bernardo Tepe die Priesterweihe. Danach war der Franziskaner Martin Lammers zunächst Pfarrer in Alenquer.
Am 19. Juli 1976 ernannte ihn Papst Paul VI. zum Prälaten der Territorialprälatur Óbidos. Nachdem er am 8. August 1979 von Papst Johannes Paul II. in den Rang eines Bischofs erhoben wurde, spendete ihm der Erzbischof von Belém do Pará, Alberto Gaudêncio Ramos, am 4. Oktober desselben Jahres in der St.-Anna-Kathedrale in Óbidos die Bischofsweihe. Mitkonsekratoren waren der Prälat von Santarém, James Michael Ryan, und der Prälat von Parintins, Arcângelo Cerqua PIME. Sein Wahlspruch lautete: „Diener Eurer Freude“. Er wirkte über 30 Jahre dort als Bischof bis Papst Benedikt XVI. am 28. Januar 2009 seinen vorzeitigen Rücktritt annahm. Martin Lammers ist trotz seines Ruhestandes weiterhin als Seelsorger in Óbidos tätig.
Am 9. Mai 2009 nahm er als Mitkonsekrator an der Weihe seines auch aus dem Bistum Münster stammenden Nachfolgers Johannes Bahlmann im Dom zu Münster teil.